# Landkreis Podersam

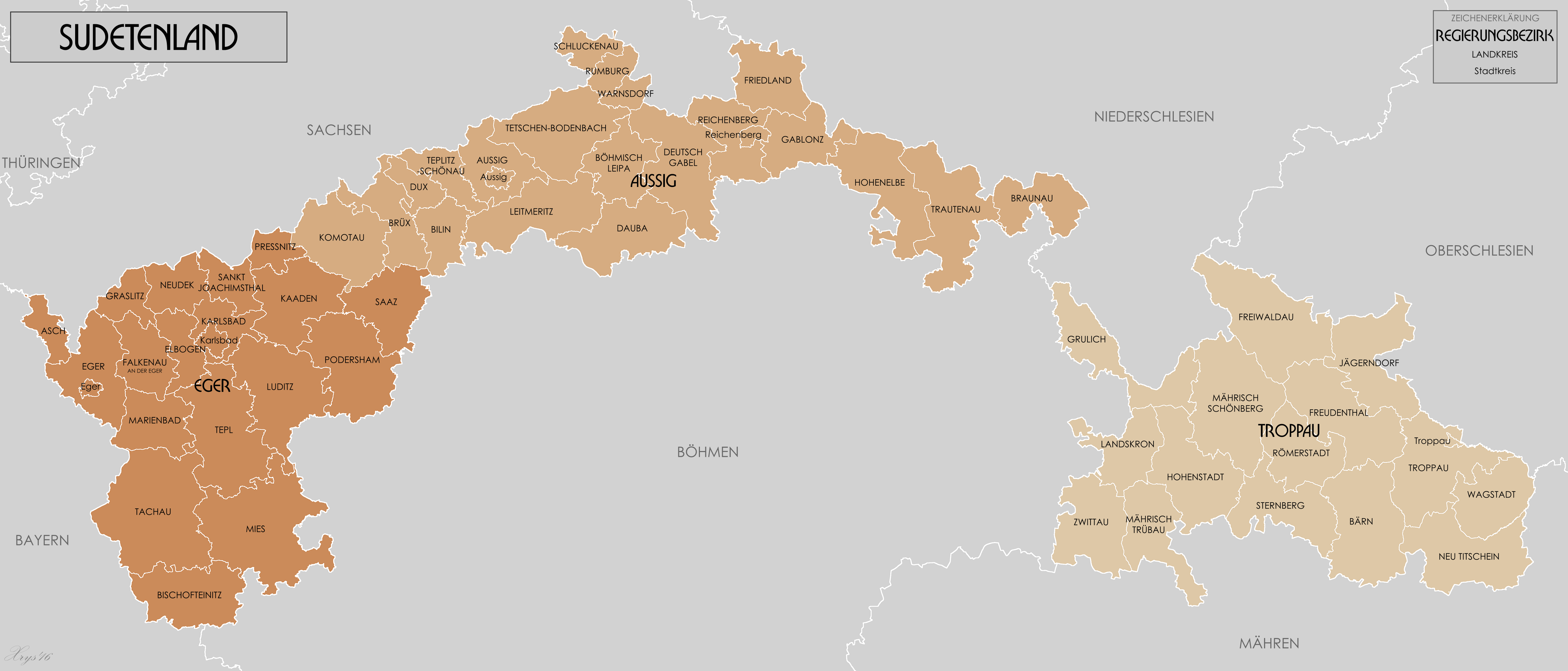
Verwaltungskarte des Reichsgaus Sudetenland

Der deutsche Landkreis Podersam bestand in der Zeit zwischen 1938 und 1945. Er umfasste am 1. Januar 1945:
- acht Städte (Flöhau, Jechnitz, Kriegern, Maschau, Podersam, Puschwitz, Rudig und Scheles)
- sowie 84 weitere Gemeinden.

Am 1. Dezember 1930 hatte das Gebiet des Landkreises Podersam 44.925 Einwohner. Am 17. Mai 1939 waren es 39.903 und am 22. Mai 1947 umfasste es 26.996 Bewohner.

## Verwaltungsgeschichte

### Österreich-Ungarn, Tschechoslowakei und deutsche Besatzung
Der Bezirk Podersam/Podbořany gehörte bis zum Jahr 1919 zu Österreich-Ungarn, in den Jahren 1919 bis 1938 zur Tschechoslowakei und von 1938 bis 1945 zum Reichsgau Sudetenland.
Der politische Bezirk Podersam bestand aus den Gerichtsbezirken Podersam und Jechnitz. Er gehörte im Königreich Böhmen zum Saazer Kreis und grenzte im Norden an den Bezirk Saaz, im Westen an den Bezirk Kaaden, im Süden an die Bezirke Luditz und Kralowitz und im Osten an den Bezirk Laun.
- Gerichtsbezirk Podersam mit den Orten: Flöhau, Ledau, Knöschitz, Kriegern, Liboritz, Maschau, Michelsdorf, Mohr, Oberklee, Podersam, Podletitz, Pomeisl, Puschwitz, Rudig, Schaab, Strojeditz, Weiten Trebetitsch, Widhostitz.
- Gerichtsbezirk Jechnitz mit den Orten: Alberitz, Dekau, Groß-Chmelischen, Hochlibin, Luck, Jechnitz, Kolleschowitz, Reschwitz, Petersburg, Podersanka, Scheles, Steben, Woratschen.

In der Zeit vom 1. bis 10. Oktober 1938 besetzten deutsche Truppen das Sudetenland. Der politische Bezirk Podbořany trug fortan die frühere deutsch-österreichische Bezeichnung Podersam. Seit dem 20. November 1938 führte der Bezirk Podersam die Bezeichnung „Landkreis“.

### Deutsches Reich
Am 21. November 1938 wurde das Gebiet des Landkreises Podersam förmlich in das Deutsche Reich eingegliedert und kam zum Verwaltungsbezirk der Sudetendeutschen Gebiete unter dem Reichskommissar Konrad Henlein. Sitz der Kreisverwaltung wurde die Stadt Podersam.
Ab dem 15. April 1939 galt das Gesetz über den Aufbau der Verwaltung im Reichsgau Sudetenland (Sudetengaugesetz). Danach kam der Landkreis Podersam zum Reichsgau Sudetenland und wurde dem neuen Regierungsbezirk Eger mit dem Sitz des Regierungspräsidenten in Karlsbad zugeteilt.
Als zum 1. Mai 1939 die teilweise zerschnittenen Kreise im Sudetenland neu gliedert wurden, blieb der Landkreis Podersam bis zum Ende des Zweiten Weltkriegs in seinen bisherigen Grenzen erhalten.

### Tschechoslowakei / Tschechische Republik
Seit dem Jahr 1945 gehörte das Gebiet bis zu seiner Auflösung zur Tschechoslowakei; die Deutschen wurden aufgrund der Beneš-Dekrete vertrieben. Seit deren Teilung am 1. Januar 1993 gehört es zur Tschechischen Republik.

## Landräte
1939–1940: Gerhard Melcher
1940–1945: Leopold Reinelt

## Kommunalverfassung
Bereits am Tag vor der förmlichen Eingliederung in das Deutsche Reich, nämlich am 20. November 1938, wurden alle Gemeinden der Deutschen Gemeindeordnung vom 30. Januar 1935 unterstellt, welche die Durchsetzung des Führerprinzips auf Gemeindeebene vorsah. Es galten fortan die im bisherigen Reichsgebiet üblichen Bezeichnungen, nämlich statt:
- Ortsgemeinde: Gemeinde,
- Marktgemeinde: Markt,
- Stadtgemeinde: Stadt,
- Politischer Bezirk: Landkreis.

## Ortsnamen
Es galten die bisherigen Ortsnamen weiter, und zwar in der deutsch-österreichischen Fassung von 1918.

## Städte und Gemeinden
- Alberitz
- Chmelischen
- Dekau
- Dereisen
- Deslawen
- Deutsch Horowitz
- Deutsch Rust
- Deutsch Trebetitsch
- Dolanka
- Drahuschen
- Flöhau
- Fürwitz
- Gerten
- Gödesin
- Gossawoda
- Groschau
- Groß Chmelischen
- Groß Otschehau
- Groß Witschitz
- Hochlibin
- Hohen Trebetitsch
- Hokau
- Horosedl
- Jechnitz
- Kaschitz
- Kettowitz
- Klein Fürwitz
- Klein Otschehau
- Klein Tschernitz
- Kletscheding
- Knieschitz
- Koleschau
- Koleschowitz
- Koteschau
- Kriegern
- Leschkau
- Letau
- Liboritz
- Lischwitz
- Lobeditz
- Lubau
- Maschau
- Michelsdorf
- Mohr
- Mokotil
- Mukhof
- Nedowitz
- Neprowitz
- Neu Wallisdorf
- Niemtschau
- Oberklee
- Oblat
- Pastuchowitz
- Petersburg
- Pladen
- Podersam
- Podersanka
- Podletitz
- Pomeisl
- Pribenz
- Pröllas
- Pschoblik
- Puschwitz
- Röscha
- Rudig
- Schaab
- Schaar
- Scheles
- Schelesen
- Schmihof
- Schönhof
- Sirbitz
- Skytal
- Sossen
- Steben
- Strojetitz
- Tlesko
- Tschentschitz
- Überbergen bzw. Prehor
- Wärzen
- Wazlaw
- Wedl
- Weiten-Trebetitsch
- Weletschin
- Welhoten
- Wes
- Widhostitz
- Wießen
- Wilenz
- Wilkau
- Woratschen
- Zürau